# Arp-en-ciel
Arp-en-ciel is een studioalbum van 'ramp, de eenmansband van Stephen Parsick.

## Album
Parsick wijdde op het vorige album happy days are here to stay zijn aandacht aan de mellotron. Bij arp-en-ciel ruilde hij die in voor de apparatuur van ARP Instruments. Hij werd door Steve Roach uit de ambientwereld in 1992 op deze synthesizers attent gemaakt.
Het album zou in eerste instantie in mei 2022 uitgegeven worden. Parisck hield het een jaar achter, omdat hij niet wilde dat het werd gezien als het “profiteren” van het overlijden van niche-genoot Klaus Schulze. Toch werd er bij de meeste recensies gewezen op de gelijkenis tussen beide Duitsers, zeker bij Schulze tijdperk rond Timewind en Moondawn. De titel is een combinatie van "ARP" en "Arc-en-ciel" (regenboog).
Het album werd in een gelimiteerde oplage van 111 stuks geperst. Daarnaast is er de download-versie.

## Musici
- Stephen Parsick – analoge synthesizers, mellotron

## Muziek
| Nr. | Titel                                 | Duur  |
| --- | ------------------------------------- | ----- |
| 1.  | weerlicht                             | 10:57 |
| 2.  | arp-en-ciel                           | 20:59 |
| 3.  | the summer of ‘88                     | 12:36 |
| 4.  | chunky cookies carpet ride part one   | 7:45  |
| 5.  | chunky cookies carpet ride part two   | 7:39  |
| 6.  | chunky cookies carpet ride part three | 14:58 |

Chunky cookies carpet ride ontstand al in 2000 toen Parsick regelmatig samenwerkte met Cosmic Hoffmann, die in deel 1 te horen is op glissandogitaar.